# Ларрі Нассар
Лоуренс Джерард Нассар (нар. 16 серпня 1963) — колишній американський лікар-остеопат, засуджений за розбещення дітей. Протягом 18 років він працював лікарем у Жіночій національній збірній США з художньої гімнастики. Він використовував свою роботу як лікар команди, щоб експлуатувати, обманювати та вчиняти сексуальне насильство над сотнями дітей і молодих жінок.
Сексуальне насильство Нассара над молодими дівчатами та жінками та подальше приховування призвели до скандалу із сексуальним насильством у гімнастиці США, який почався у 2015 році. Стверджувалося, що Нассар неодноразово вчиняв сексуальне насильство над щонайменше 265 молодими жінками та дівчатами під виглядом лікування. Його жертвами були численні спортсменки Олімпійських і жіночих збірних США з художньої гімнастики. Він є центральною фігурою документального фільму 2020 року про цей сексуальний скандал.
7 грудня 2017 року Нассара засудили до 60 років федеральної в'язниці після визнання себе винним у зберіганні дитячої порнографії та фальсифікації доказів 11 липня 2017 року. 24 січня 2018 року Нассара засудили додатково від 40 до 175 років у в'язниці штату Мічиган після визнання ним своєї вини в окрузі Інгам за семи пунктами звинувачення в сексуальному насильстві над неповнолітніми. 5 лютого 2018 року його засудили додатково від 40 до 125 років у в'язниці штату Мічиган після визнання ним винним ще за трьома пунктами звинувачення в сексуальному насильстві в окрузі Ітон.
Згідно з розпорядженням судді, який розглядає федеральну справу, його вироки у в'язниці штату мають продовжуватися разом із вироком федерального рівня, забезпечуючи фактично довічне ув'язнення без умовно-дострокового звільнення. Нассар буде переведений до в'язниці штату Мічиган, коли його звільнять з-під варти; його два державні покарання відбуватимуться одночасно.

## Особисте життя
Нассар народився у Фармінгтон-Гіллс, штат Мічиган, у родині ліванського походження. За рекомендацією свого старшого брата Майка, який був спортивним тренером у школі, він почав працювати тренером зі спортивної гімнастики в середній школі Норт-Фармінгтон у віці 15 у 1978 році. Нассар закінчив середню школу Норт-Фармінгтон у 1981 році. Він вивчав кінезіологію в Університеті Мічигану, де здобув ступінь бакалавра в 1985 році. Протягом цього часу він працював у футбольній та легкоатлетичній командах університету.
Він був одружений зі Стефані з 1996 по 2017 рік, у пари було троє дітей. Пара розлучилася після його затримання за підозру в сексуальних злочинах. Його дружина отримала дозвіл на розлучення в липні 2017, вона зберегла повну опіку над трьома дітьми. Під час арешту в грудні 2016 року Нассар жив у Голті, штат Мічиган.

## Медична кар'єра
У 1993 році Нассар здобув ступінь доктора остеопатичної медицини в Коледжі остеопатичної медицини Мічиганського державного університету. У 1997 році він пройшов ординатуру з сімейної медицини в лікарні Св. Лаврентія, а в 1997 році отримав стипендію зі спортивної медицини.
У 1997 році він почав працювати доцентом кафедри сімейної та громадської медицини МДУ в Коледжі людської медицини, де заробляв 100 000 доларів США на рік. Нассар зазначений як співавтор принаймні 6 наукових статей про лікування гімнастичних травм.

## Кар'єра в гімнастиці
У 1986 році Нассар почав працювати спортивним тренером у збірній США з художньої гімнастики. У 1988 році він почав співпрацювати з Джоном Геддертом у клубі гімнастики Twistars. У 1996 році він почав працювати лікарем у середній школі Голта. З 1996 по 2014 рік він працював національним медичним координатором Федерації спортивної гімнастики США.

## Звинувачення та засудження за сексуальне насильство

### Звинувачення
Попри скарги деяких гімнасток на поведінку Нассара ще в 1990-х, тільки в 2015 році Федерація спортивної гімнастика США вжила проти нього заходів. Організація розірвала з ним зв'язки «після того, як дізналася про занепокоєння спортсменок». У вересні 2016 року Індіанаполіс стар повідомила, що Рейчел Денголландер та ще одна колишня гімнастка звинуватили Нассара в сексуальному насильстві. Він був звільнений штатом Мічиган 20 вересня після того, як місяцем раніше був переведений з клінічних і викладацьких обов'язків.
У лютому 2017 року три колишні гімнастки, Жанетт Антолін, Джессіка Говард і Джеймі Денцшер, дали інтерв'ю для «60 хвилин», у якому повідомили, що Нассар вчиняв сексуальне насильство проти них. Вони також стверджували, що «емоційно насильницьке середовище» в тренувальних таборах національної збірної, якими керують Бела та Марта Каролі, на ранчо Каролі поблизу Гантсвіля, штат Техас, дало Нассару можливість скористатися гімнастками, а їх змусило боятися говорити про це. Рейчел Денголландер, одна з перших жінок, яка публічно звинуватила Нассара, заявила в суді у травні 2017 року, що Нассар вчиняв дії сексуального характеру над нею під час п'яти візитів до лікаря у 2000 році, коли їй було 15 років.
Золота медалістка Олімпійських ігор Маккейла Мероні, використовуючи хештег #MeToo у Twitter, повідомила, що Нассар неодноразово домагався її з 2008 року, коли їй було 13, і допоки вона не залишила спортивну кар'єру у 2016 році. Згодом Мероні подала позов проти Нассара, Університету штату Мічиган, Олімпійського комітету США та Федерації спортивної гімнастики США. У позові звинувачується Федерація спортивної гімнастики США у приховуванні сексуального насильства, вимагаючи від неї підписати угоду про нерозголошення за 1,25 мільйона доларів. Адвокат Мероні Джон Менлі назвав Нассара «лікарем-педофілом».
Під час інтерв'ю «60 хвилин» золота медалістка Олімпійських ігор Елі Рейсмен розповіла, що Нассар також вчиняв сексуальне насильство над нею, коли їй було 15 років. Геббі Дуглас написала у Twitter, що «провокаційний/сексуальний одяг підбурює не той натовп». Її розкритикували за це її товаришки по олімпійській команді Сімона Байлс та інші, які витлумачили твіт як критику Рейсмен і звинувачення жертви. Дуглас перепросила за твіт і сказала, що теж була жертвою жорстокого поводження з боку Нассара.
Екс-учасниця збірної США Меггі Ніколс заявила, що Нассар ображав її. Він спілкувався з нею у Facebook і неодноразово робив компліменти щодо її зовнішнього вигляду. Ніколс заявила: «Мені було лише 15, і я думала, що він намагається бути добрим зі мною. Тепер я вважаю, що це було частиною флірту». Відповідно до судових документів та інтерв'ю, Ніколс і її тренерка Сара Джанці повідомили про дії Нассара офіційним представникам Федерації спортивної гімнастики США 17 червня 2015 року, після того як тренерка випадково почула, як Ніколс та інша гімнастка розмовляли про поведінку Нассара. Невдовзі після цього Байлс повідомила, що вона теж зазнала сексуального насильства з боку Нассара. Джордин Вібер виступила із разючою заявою на винесенні судового рішення Нассару, в якому звинуватила його в сексуальному насильстві над нею під час перебування в Федерації спортивної гімнастики США та розповіла про наслідки цього.
Під час досудових слухань, заяв потерпілих і пізніших допитів кілька потерпілих описали modus operandi Нассара: завоювавши довіру та дружбу дівчини, він вставляв свій палець без рукавички в її вагіну під час фізіотерапії, описуючи це як звичайну терапію «точкою тиску» для полегшення болю. У деяких із цих випадків батьки були в кімнаті, не підозрюючи про те, що сталося.

### Відмова ФБР провести розслідування та неправдиві заяви ФБР
15 вересня 2021 року чотири елітні американські гімнастки: Маккейла Мероні, Сімона Байлс, Меггі Ніколс й Елі Рейсмен, дали свідчення в Сенаті США щодо дій агентів ФБР зі звинуваченнями у насильстві, висунутих проти Нассара, і того, як агенти робили неправдиві заяви щодо своїх звітів і дезінформацію про невдале розслідування.
Мероні засвідчила, що агент ФБР зустрів її мовчанням після того, як вона розповіла про дії Нассара: «…розбещення в найдрібніших подробицях». Крім того, вона заявила, що ФБР сфальсифікувало її заяву, додавши, що причетним агентам мають бути пред'явлені звинувачення, і розкритикувала заступницю генерального прокурора Лізу Монако за те, що вона не з'явилася на слуханнях. Рейсмен засвідчила, що ФБР змусило відчути, що «жорстоке поводження не враховується», це «було схоже на те, що подавати невинних дітей педофілу на блюдечку з блакитною каймою». Після свідчень гімнасток директор ФБР Рей дав свідчення, розмовляючи з ними, що йому «дуже й дуже прикро, що так багато людей знову і знову підводять вас».
Згідно зі звітом, опублікованим у липні 2021 року генеральним інспектором Міністерства юстиції Майклом Горовіцем, принаймні понад 70 спортсменок пережили жорстоке поводження між моментом звітності в ФБР й арештом Нассара державними органами. Жертви Нассара заявили, що кількість постраждалих від насильства в цей період становила 120.
У квітні 2022 року 13 жертв Ларрі Нассара, подали позов проти ФБР за недбалість та інші передбачувані помилки в розслідуванні у справі Нассара.

### Суди
22 листопада 2016 року Нассару висунули звинувачення в «сексуальному насильстві над дитиною» з 1998 по 2005 рік. Злочини нібито почалися, коли жертві було 6 років. Йому було пред'явлено 22 звинувачення в сексуальних діях з неповнолітніми першого ступеня: 15 в окрузі Інгем і 7 у сусідньому окрузі Ітон. Звинувачення стверджувало, що Нассар розбещував сімох дівчат під виглядом надання лікування як у себе вдома, так і в клініці кампусу МДУ. Заставу встановили у розмірі 1 мільйон доларів, і Нассар був звільнений з в'язниці того ж дня після її внесення. 8 грудня 2016 року він був притягнутий до суду, коли не визнав себе винним за всіма пунктами звинувачення. Він залишався на свободі під заставу до свого арешту 16 грудня за федеральними звинуваченнями.
Нассара заарештували 16 грудня 2016 року після того, як ФБР знайшло понад 37 000 зображень дитячої порнографії та відео, на якому Нассар нібито розбещує неповнолітніх дівчат. Йому було відмовлено у звільненні під заставу та залишили у федеральній в'язниці. 6 квітня 2017 року його на три роки позбавили лікарської ліцензії. Нассар визнав себе винним 11 липня в отриманні дитячої порнографії у 2004 році, зберіганні порнографічних зображень дітей, датованих 2004—2016 роками, та підробленні доказів шляхом знищення та приховування фотографій. 7 грудня 2017 року суддя Джанет Т. Нефф засудила Нассара до 60 років федеральної в'язниці (3 терміни поспіль по 20 років, по одному за 3 федеральними пунктами звинувачення, за якими він визнав себе винним у липні 2017 року). Після звільнення з-під федеральної тюрми він буде під наглядом до кінця свого життя.
22 листопада 2017 року Нассар визнав себе винним в окружному суді округу Інгам за 7 пунктами звинувачення в сексуальних діях першого ступеня щодо неповнолітніх віком до 16 років. Він зізнався, що розбещував сімох дівчат, троє з яких не досягли 13 років. 29 листопада він визнав себе винним ще за трьома пунктами звинувачення в сексуальних злочинах першого ступеня в окрузі Ітон. Станом на 18 січня 2018 року 135 жінок звинуватили Нассара в сексуальному насильстві, коли він працював у Федерації спортивної гімнастики США та Університеті штату Мічиган. Протягом наступного тижня їх кількість зросла до 150. У позові, який був поданий у квітні 2017 року, жінка заявила, що Нассар піддав її сексуальному насильству, коли навчався в медичній школі в 1992 році.
24 січня 2018 року суддя Розмарі Акіліна з округу Інгам засудила Нассара до позбавлення волі на строк від 40 до 175 років за сексуальне насильство над неповнолітніми. Після звільнення Нассар повинен зареєструватися як сексуальний злочинець Мічигану до кінця свого життя. Ця частина вироку суто символічна, оскільки вирок Нассару гарантує, що він помре у в'язниці. Акіліна дозволила обвинувачам Нассара представити розширені заяви про вплив на потерпілих і відхилила заперечення, висунуті Нассаром проти цього рішення. Під час винесення вироку суддя повідомила Нассару, що він упустив численні шанси отримати лікування від своїх сексуальних потягів, оскільки сам усвідомлював ці потяги з дитинства. Вона також сказала, що, ймовірно, є ще десятки жертв, які не заявили про це, і дала зрозуміти, що Нассар більше ніколи не буде на волі.
Нассар практикував без техаської медичної ліцензії, поки працював на ранчо Каролі в Гантсвілі. За словами Маккейли Мероні, саме тут Нассар чіплявся до молодих жінок понад 15 років. Лікарська практика без ліцензії в Техасі є злочином третього ступеня, хоча це рідко переслідується. 31 січня 2018 року суддя штату Мічиган заявив, що було «понад 265 ідентифікованих жертв і нескінченна кількість жертв» сексуальних домагань.
5 лютого 2018 року суддя Дженіс Каннінгем з округу Ітон засудила Нассара до позбавлення волі на строк від 40 до 125 років за трьома пунктами звинувачення в сексуальному насильстві, в якому він зізнався 29 листопада 2017 року. Нассар перепросив за свої багаторічні образи, сказавши, що сильні наслідки, які справили на нього заяви його жертв, «бліднуть у порівнянні» зі стражданнями, які він їм завдав. Попри це, Каннінгем заявила, що Нассар все ще «заперечує» «руйнівний вплив» своїх злочинів. Вирок округу Ітон виконуватиметься одночасно з вироком округу Інгам. Ув'язнення Нассара в штаті почнеться після завершення його федерального вироку щодо дитячої порнографії. Нефф заявила, щоб будь-які вироки, винесені на рівні штату, продовжували виконувати федеральний вирок.

#### Ув'язнення
Нассар перебував у в'язниці округу Ітон і федеральному центрі для ув'язнених поблизу Майлена, штат Мічиган. У лютому 2018 року його перевели до пенітенціарної установи США у Тусоні, штат Аризона. За словами його адвокатів, на Нассара було скоєно напад майже одразу після його появи в загальній камері тюрмі Тусона, і розслідування встановило, що Нассара не можна безпечно утримувати там. У серпні 2018 року «Детройт ньюс» повідомила, що Нассара перевели до Федерального трансферного центру в Оклахома-Сіті, штат Оклахома. Пізніше, у серпні того ж року, Нассар був переведений до пенітенціарної установи США, Коулман у Флориді, де він і зараз відбуває свій термін.
Найраніше потенційне звільнення Нассара з федеральної в'язниці — 30 січня 2068 року (припускаючи, що буде врахована «зразкова поведінка», за відсутності якої його звільнять не пізніше 7 грудня 2077 року). Однак його федеральний термін значно перевищує очікувану середню тривалість життя, і його найраніше звільнення відбудеться, коли Нассару виповниться 104 роки. Хоча це малоймовірно, якщо він буде ще живий, коли він матиме право на звільнення з федеральної в'язниці, його негайно переведуть до в'язниці штату Мічиган для відбування покарань у штаті. Тоді йому доведеться відсидіти щонайменше 40 років у державній в'язниці, перш ніж матиме право на умовно-дострокове звільнення. Найраніша можлива дата звільнення Нассара з державної в'язниці — 30 січня 2108 року, коли йому виповниться 144 роки. При таких розрахунках він помре або у федеральній, або в державній в'язниці. Попри це, за словами судді Акіліни, після його гіпотетичного звільнення з державної в'язниці йому доведеться реєструватися як сексуальний злочинець у Мічигані до кінця свого життя. Таким чином, він ніколи не буде по-справжньому вільною людиною, якщо його звільнять.

## Наслідки
Понад 150 федеральних та державних позовів були подані проти Нассара, Університету штату Мічиган, Олімпійського комітету США, Федерації спортивної гімнастики США та гімнастичного клубу Twistars. 18 членів правління Федерації спортивної гімнастики США, зокрема Стів Пенні, відправили у відставку. Президент Університету штату Мічиган Лу Анна Саймон і директор відділу легкої атлетики Марк Голліс подали у відставку, інші посадові особи університету також знаходяться під пильною увагою.
Злочини Нассара, скоєні в Університеті Мічигану та Федерації спортивної гімнастики США, порівнюють із злочинами сексуального насильства тренера Джеррі Сандаскі в Університеті штату Пенсільванія. В обох цих випадках інституційні органи «відвернулися» або спробували приховати діяльність розбещувача дітей замість негайного звернення до правоохоронних органів.
Генеральний прокурор штату Мічиган Білл Шуті пообіцяв провести повне розслідування того, як Нассар міг десятиліттями жорстоко поводитися з молодими жінками, працюючи в університеті штату. Університет погодився виплатити 332 500 мільйонів доларів ймовірним жертвам Нассара, для врегулювання позовів. Це була найбільша сума в історії, виплачена університетом за справу про сексуальне насильство. Напередодні Різдва 2019 року наступниця Шуті Дана Нессель оголосила про призупинення розслідування.
18 липня 2018 року понад 140 жертв жорстокого поводження Нассара вийшли на сцену Microsoft Theatre у Лос-Анджелесі, штат Каліфорнія, для отримання нагороди Артура Еша за відвагу на церемонії вручення нагород ESPY у 2018 році. Гімнастки Сара Кляйн, Елі Рейсмен і софтболістка Тіффані Томас Лопес прийняли нагороду від імені всіх. Кляйн назвала себе першою жертвою Нассара, це сталося 30 років тому. Вони відзначили роботу головного детектива Андреі Манфорд з поліції штату Мічиган, колишньої помічниці генерального прокурора Анжели Повілайтіс і судді Розмарі Акіліни з 30-го окружного суду в окрузі Інгам, штат Мічиган. Акіліна також відвідала церемонію, а співачка Milck виконала свою пісню «Quiet», написану на основі її власного досвіду сексуального насильства.
Наприкінці липня 2018 року повідомлялося, що Нассар домагався нового слухання щодо винесення вироку через побоювання передбачуваної упередженості судді Акіліни, але суддя округу Ітон Дженіс Каннінгем відхилила клопотання.
У 2019 році HBO випустив документальний фільм «У золотому серці: Всередині скандалу з гімнастикою США» про серійне сексуальне насильство Нассара та подальше приховування різними інституціями, з якими він працював. Документальний фільм Netflix «Атлет А» 2020 року також заснований на скандалі та злочинах Нассара. Пізніше того ж року клопотання Нассара про винесення вироку за звинуваченнями округу Інгам, на додаток до звинувачень судді Акіліни в упередженості, було відхилено Апеляційним судом Мічигану.